# جشمة ميرحسني (سادات محمودي)
جشمة ميرحسني (بالفارسية: چشمه میرحسنی) هي قرية تقع في إيران في قسم سادات محمودي الريفي. يقدر عدد سكانها بـ 42 نسمة بحسب إحصاء 2016.